# 諾勒布羅
諾勒布羅（丹麥語：Nørrebro，發音：[ˈnɶɐ̯ɐˌpʁoˀ]）是丹麥首都哥本哈根的10個區之一。因这一区域曾是哥本哈根北城门（已拆毁）外的关厢而得名。諾雷布羅位於哥本哈根市中心的西北部，面積3.82 km²，人口71,891人。

## 外部連結
- 维基导游上有關Nørrebro的旅行指南
- Photos from around NørrebroArchive.today的存檔，存档日期2013-01-20
- Bicycle queues on Queen Louise Bridge from Nørrebrogade（页面存档备份，存于）

55°41′18″N 12°33′35″E / 55.68833°N 12.55972°E